# ドライアイス

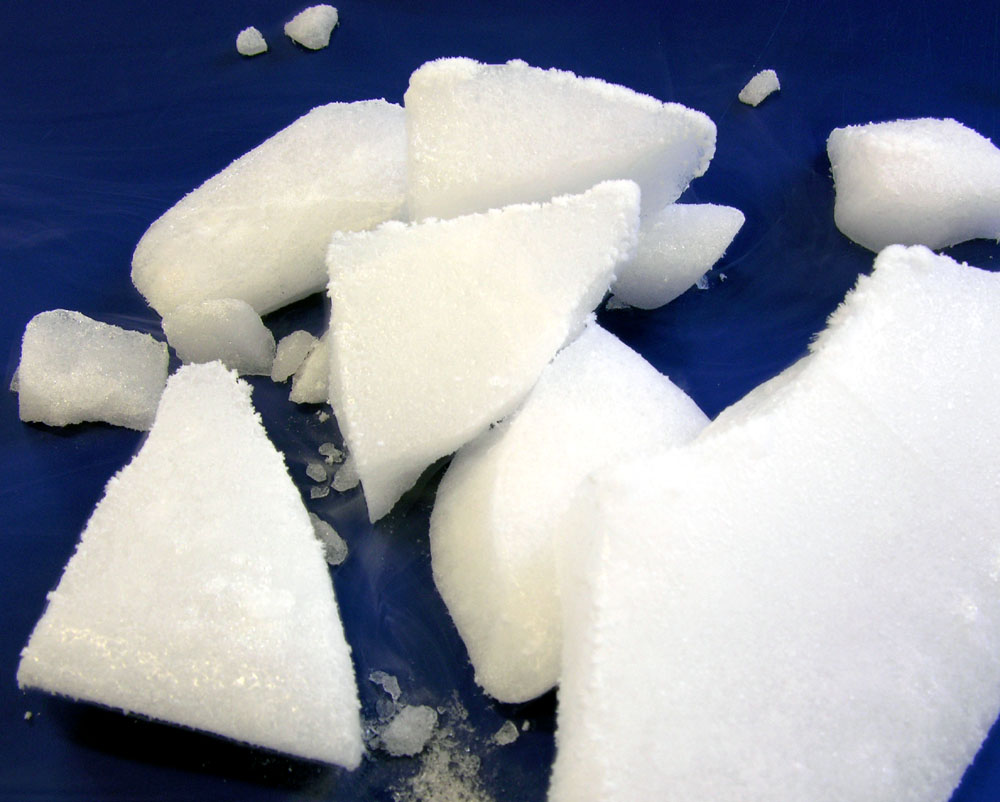
ドライアイス。常温常圧下では昇華して直接気体の二酸化炭素になる。

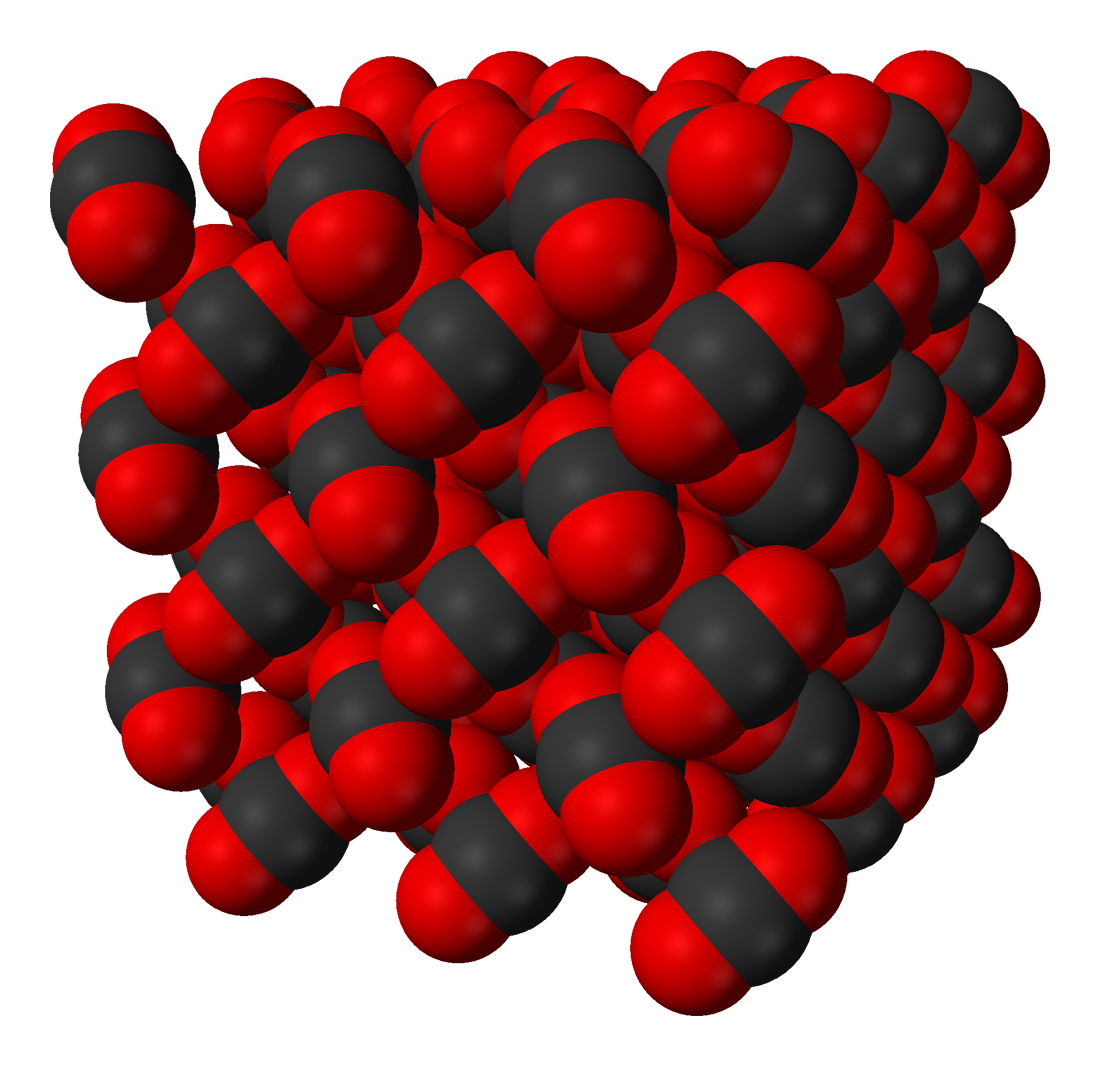
二酸化炭素の固体の分子構造模式図

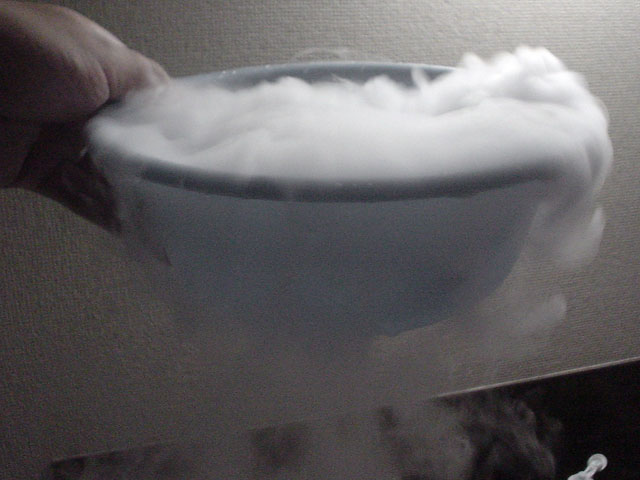
ドライアイスは、水に入れると大量の白煙を発生する。

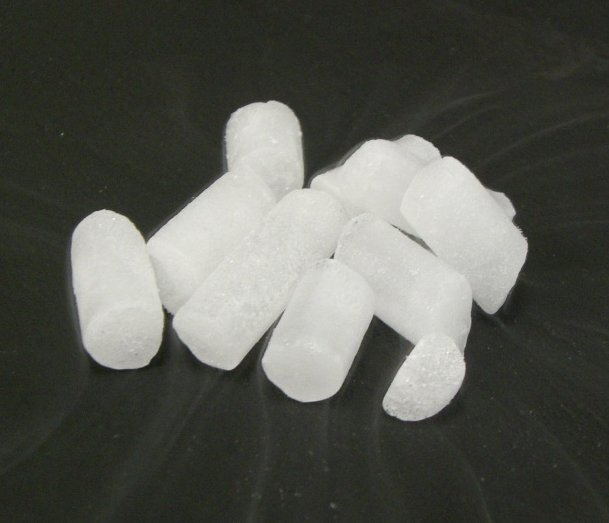
取り扱いが容易なペレット状のドライアイス。

ドライアイス (英: dry ice) は、固体二酸化炭素 (CO2) の商品名である。生鮮食品の冷温保管・輸送などに用いられる。固形炭酸、固体炭酸とも言う。

## 物理的性質
- ドライアイスは常圧環境下では液体とならず、直接気体に昇華する。
- 比重: 1.56
- 昇華温度: -78.5 ℃（1気圧において）[1]
- 昇華潜熱: 573 kJ/kg (137 kcal/kg)（1気圧において)[1]
- 冷却能力は約630 kJ/kg[注 1][注 2]。同重量で氷の約2倍[3][注 3]、同容積の氷の約3.3倍[3]の冷却能力がある。
- ドライアイスを空気中に置くと、空気中の水分が凍り、白煙が発生する。

## 種類
商品としては形状から次に分けられる。
- スノー - 粉末状
- ペレット - 小粒
- ブロック - 塊

表面積の大きな粉末状のものほど冷却能が高いが持ちは悪くなる。したがって輸送時等昇華しては困る場合はブロック状の大きな塊のまま扱うほうが、溶けにくく長時間にわたって利用することが可能であるが、使用する際にはハンマーなどで小さく割って利用する必要がある。スノー・ペレットなどは、ブロックに比べて短時間ではあるが、より急速に冷やすことが可能である。

## 製造方法と日本での需給
ドライアイスは以下のような工程で製造される。
1. 製油所の石油精製過程、アンモニア (NH3)の製造過程、ビール工場等の発酵過程などで出る、副産物としての気体の二酸化炭素（炭酸ガス）を用意し、洗浄塔で精製する。
2. 精製された気体の二酸化炭素を、加圧圧縮した後に冷却して液化させる。
3. 液化した二酸化炭素を大気圧下にて断熱膨張させる。急速に大気圧力にすることで気化熱が奪われ、残った液体の二酸化炭素は凝固し粉末状（いわゆるパウダースノー状態）になる。これがドライアイスである。
4. ブロック状またはペレット状で市販されるドライアイスの塊にするためには液体の二酸化炭素に成形性向上のため少量の水 (H2O) を添加[5][8]し、プレス機の断熱チャンバー内に放出してできたドライアイスを圧縮・成形し（必要があれば切断も）、所望の形状とする。

日本でドライアイスを製造する企業8社は1979年以降、業界団体「ドライアイスメーカー会」（任意団体）を組織している。エア・ウォーター炭酸、日本液炭、レゾナック・ガスプロダクツなどが大手である。
近年、日本では製油所や化学工場の閉鎖によって副産される二酸化炭素の量が減り、ドライアイスの生産量が減少しているため、供給不足となっている。2013年には不足分1万トン以上が大韓民国から輸入された。
ドライアイスの国内需要は年35万トン前後で、うち2万6000トン前後を輸入している。夏季（6月末〜旧盆）の需要が特に多く「45日ビジネス」とも言われる。電子商取引（インターネット通販）での生鮮食品の輸送量が増えるとともに、ドライアイスの消費量も増加傾向にある。

## 歴史

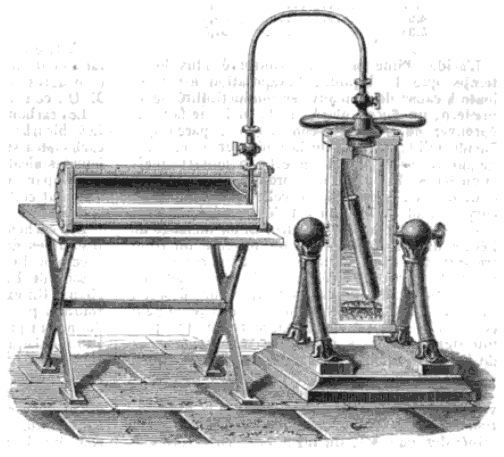
ティロリエの液化二酸化炭素装置。

最初にドライアイスを観察したのは、1835年にフランスのアドリアン-ジャン-ピエール・ティロリエ: (1790–1844) が行った実験で、自ら作成した装置で作った液化二酸化炭素を入れた容器を開けると、急速に気化して固体が残る現象が確認された。
1895年にはイギリスの化学者エルワシー (Elworthy) とヘンダーソン (Henderson) が炭酸ガス固化法の特許を取得し、冷凍用途での使用を提唱した。
1924年にアメリカ合衆国のトーマス・ベントン・スレートは販売のために特許を申請。翌1925年に設立されたドライアイス・コーポレーションにより固形化した二酸化炭素を "Dry ice" と名付け、最初の商業生産者となった。なお "Dry ice" は同社の登録商標だったが、後に一般名詞化して "dry ice" と呼ばれている。なおイギリスのエア・リキードUK社 (Air Liquide UK Ltd.) は "Cardice" の名で商標登録を行った。

## 主な用途

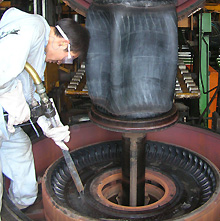
タイヤの金型にドライアイス洗浄を行っている様子。

食品の保冷剤
温度が氷よりも低く、昇華して気体となるため、液化による濡れ等が生じない。このため扱いが比較的容易であり、冷凍食品・アイスクリーム・ケーキ等の氷点下での保存が必要な食品を自然解凍から守る保冷剤として使われる。スーパーマーケットの食品売場等でディスペンサーにて消費者へ販売されるドライアイスは、都度、液化炭酸ガスを断熱箱に吹き出させて作られたドライアイスである。
舞台のスモーク効果
水中に入れることで、強い毒性や悪臭がない白煙を大量に発生させることができる。舞台などでの特殊効果では湯にドライアイスを投入した白煙がよく用いられる。この白煙はよく二酸化炭素が気体になったものと誤解されがちだが、白煙は二酸化炭素ではない。ドライアイスを水などの液体中に入れた場合での白煙の正体は空気中の水分だという説や、ドライアイスに触れた液体が微小な固体粉末になったものという説などのいくつかの説があるが、詳しくは判明していない。
東大寺学園中･高等学校の松川利行は、ドライアイスから気化したばかりの低温の二酸化炭素を水に通じたり、ドライアイスを水以外の液体に投入する実験を行い、酢酸、ベンゼンなど、二酸化炭素の昇華点よりも融点が高く、粘性が十分小さい液体中に入れたときも白煙は発生することを発見した。この実験結果より松川は白煙の正体を溶媒の微粉末固体（水に投入した場合は氷の微粒子）だと推定している。
遺体の保存
人間や動物の遺体保存にも使われる。葬儀の際はエンバーミング処理よりもはるかに手軽でかつ、極めて安価に遺体を保存できるメリットがあり、通夜の際、遺体を安置する寝具の掛け布団の下に入れるだけで済む。また納棺の際、遺体と一緒にしたまま入れることができ火葬しても二酸化炭素しか出さないことから、根強い需要がある。
人工降雨・降雪技術
水資源の安定確保・枯渇対策を目的とした、人工降雨・降雪技術の確立のための研究も行われている。

自動車の洗浄・エンジン冷却
フレーク状のドライアイスをコンプレッサーの圧縮空気を用いて対象物に吹き付ける「ドライアイス洗浄」が、有機溶媒などと比べて環境に良いとされ、自動車産業を中心に多く利用されてきている。
また、F1など競技車両では走行直後の駐停車の際に、シリンダー形状のドライアイスを専用の筒に入れ送風機を組み合わせて強制的なエンジン冷却に利用されている。
混合物による寒剤
有機溶媒とドライアイスとの混合物は寒剤とすることができる。たとえば、エタノールとドライアイスとでは -72 ℃、ジエチルエーテルとドライアイスとでは -77 ℃の低温が得られる。
ワクチンの輸送
アフリカ大陸におけるポリオワクチンや新型コロナワクチン（COVID-19：RNAワクチン）の空輸に利用されている。

## 取り扱い方法

### 一般家庭での利用
- ドライアイスは食用を考慮して製造されていないため、飲料にドライアイスを入れて炭酸水を作ることは衛生上の観点からも避けるべきである[18][19][注 4]。
- 食品を冷やす場合は間接的な冷却を行うのが好ましい。

### 長持ちさせる方法
下記のいずれか、可能であれば複数を行うことで、ドライアイスを長持ちさせることが出来る。
- ドライアイスを、新聞紙・タオルなどで包む。
- 発泡スチロール製のボックスに入れて、空気を遮断して保管する（ドライアイス専用ボックスだと極めて効果が高い）。ただし内圧上昇による破裂事故を防ぐためガス抜き穴は必ず設けておくこと。
- 発泡スチロール製のボックス内に、詰め物をしてスペースを作らないようにする。
- 密封型のビニール袋に入れて、空気を遮断して保管する。破裂を防ぐため、穴を最低 1箇所は開けること。
- 冷蔵庫の冷凍庫に入れて保管する。
- 暗所・冷所・風が通らない場所に置く。
- 砕かず、大きなブロック状のまま保存する。
- 液体窒素の中に入れる。

## 危険性・取扱い上の注意点

### 二酸化炭素中毒
- ドライアイスは日常的に用いられているが、高濃度（およそ7–8パーセント以上）の二酸化炭素を吸入すると、たとえ酸素が大気中と同等程度含まれていても、二酸化炭素が呼吸中枢に毒性を示すために自発呼吸が停止し、窒息することがある。特に昇華して二酸化炭素の気体になった場合は足下に滞留しやすいため、窒息あるいは酸欠による事故の危険がある。冷凍庫のような屋内や、自動車内で扱う際は、締め切らずに通気や換気を行う必要がある。たとえば 350 gのドライアイスを乗員室容積 2,000 Lの密閉した車内に放置すると、1時間で車内の炭酸ガス濃度は約10パーセントとなり、中毒を起こして意識不明に陥る危険性がある[20][21][22]。
  - 葬儀の現場で棺の中に顔を突っ込み二酸化炭素中毒による死亡事例が報告されており、消費者庁では注意を呼びかけている[23]。実験で二酸化炭素を充満（約90パーセント）させた状態で顔部分の扉を静かに開け、濃度の変化を記録したところ、開けた直後こそ約60パーセントまで低下するものの、約50分経過した状態でも濃度は安全領域まで下がらず、『ほとんど即時に意識消失』する濃度である30パーセント以上を維持した。このことから消費者庁は棺の中に顔を入れないよう注意喚起するとともに、式場の室内空気の換気を充分に行うこと、そして線香番などで一人にならないよう呼びかけている[23][注 5]。
- 高い場所でドライアイスを扱った際、二酸化炭素が離れた低い場所に流れ込み、そこで酸欠を起こした事故もある。
- 「使用を誤ると酸欠事故の恐れがある」「廃棄できず、昇華するのを待つ必要がある」「商品表面に二酸化炭素が浸透し、炭酸飲料のような刺激感を与えてしまう」「二酸化炭素は地球温暖化の原因物質というネガティブイメージがある」といった欠点のため、近年ではドライアイスに代わって、ポリアクリル酸ナトリウムなどの高吸水性高分子と水とをポリ袋に詰めて凍らせた蓄冷剤が普及してきている。特に冷蔵でよいケーキの持ち帰り用には大部分がこの蓄冷剤に取って代わられた。なおドライアイスは前述のとおり石油精製やアンモニア製造などの化学合成プラントから必然的に出る副生品、またはビール工場等の発酵過程で発生する副産物であるため、ドライアイスの使用がそのまま地球温暖化に直接つながるわけではない。

### ペットボトル破裂事故
#製造方法で述べたとおり、ドライアイスは圧縮された気体であり、昇華して気体になると体積は約750倍になる。当然ながら、ガラス瓶やペットボトルなどの容器で密閉保存してしまうと、容器内の圧力が急激に上昇してしまう。さらにその状態で、
- 容器が長時間にわたって放置される
- 容器を振る
- 容器を落とす
- 容器を床や壁などに叩きつける
- 容器を投げ飛ばす

などとなって、容器に衝撃が加わると、圧力に耐え切れない容器が破裂・爆発し、破片やキャップが飛び散り、非常に危険である。
実際に、炭酸水を作ろうとしてペットボトルやビン容器に飲料とドライアイスを入れて密閉した状態で容器を振るなどしたところ、容器が破裂してビンの破片やキャップなどが吹き飛び、腕や顔面に重傷を負ったという事故が相次いでおり、国民生活センターが注意喚起を行う事態に発展した。中には「破裂して吹き飛んだペットボトルのキャップが眼球に直撃してしまい失明」という事故も報告されている。

### 凍傷
- 直接手で触れると凍傷を起こす危険がある。余ったドライアイスは風通しが良いところで放置し、昇華し切るのを待つこと[18]。
- 直接口に含む行為は凍傷や二酸化炭素 (CO2) 中毒の恐れがあり危険である。